# Saint Paul Women's City Club
El St. Paul Women's City Club es una casa club de 1931 en Saint Paul, Minnesota (Estados Unidos). Fue diseñada en estilo art déco streamline moderne por el arquitecto Magnus Jemne (1882-1964). El edificio de piedra caliza de Mankato tenía como fin proporcionar un "centro para el trabajo organizado y para el intercambio social e intelectual". Tenía un comedor, salones de actos, vestidores, dormitorios y 1.000 miembros. En 1972 el Museo de Arte de Minnesota lo compró y alberga desde entonces una colección permanente de esa institución. Está incluido en el Registro Nacional de Lugares Históricos.